# 市立岡谷蚕糸博物館
岡谷蚕糸博物館（おかやさんしはくぶつかん）は、長野県岡谷市にある博物館。
愛称はシルクファクトおかや。市の条例による正式名称は市立岡谷蚕糸博物館である。

## 施設

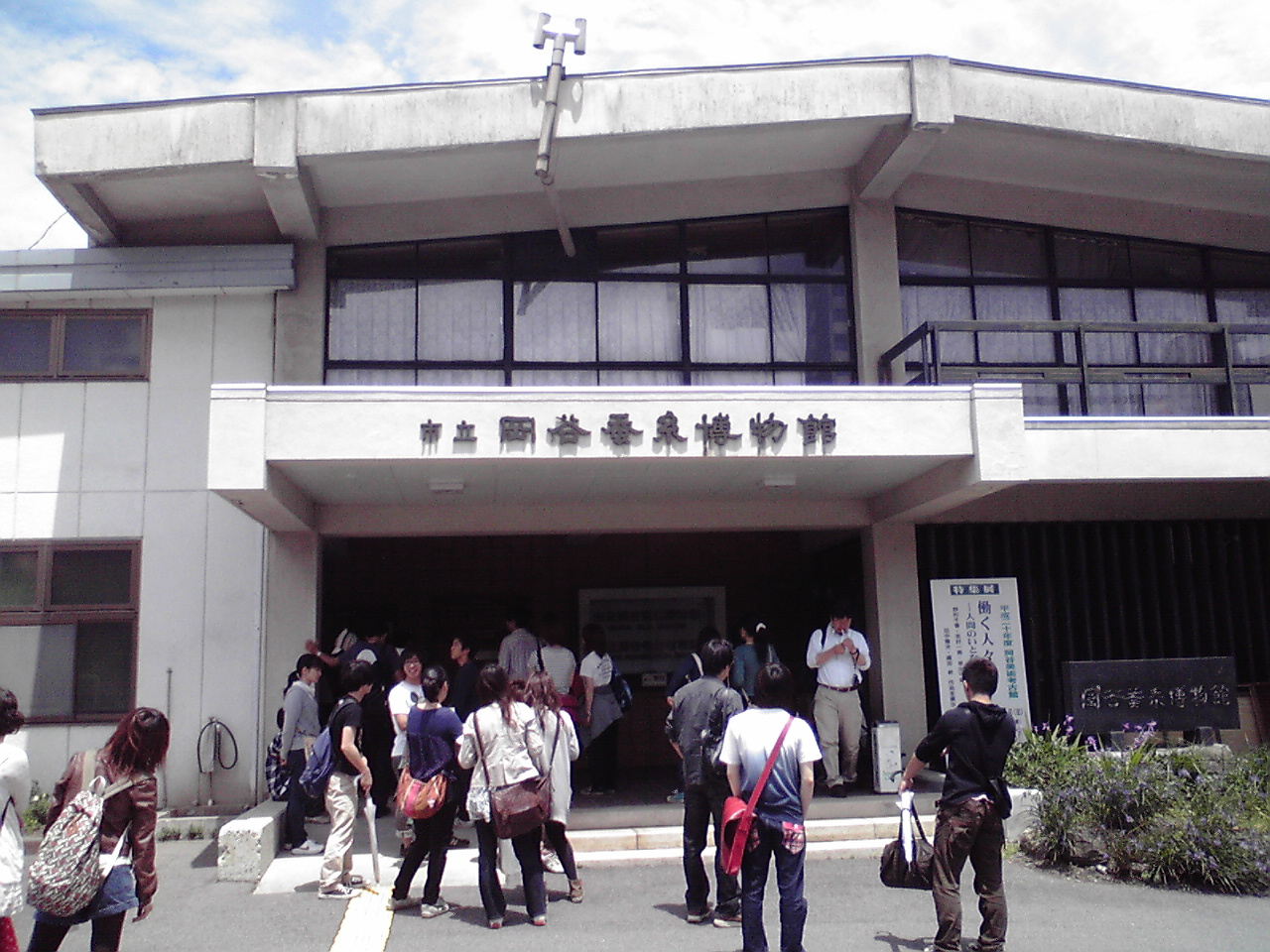
旧博物館（2009年撮影）
跡地は岡谷市民病院となっている。

1945年（昭和20年）4月15日に、図書館(現:市立岡谷図書館)との併設で蚕糸博物館の前身にあたる蚕糸記念館が開館した。
1964年（昭和39年）10月、一大製糸業地として発展した歴史をもつ岡谷市は、諏訪製糸研究会や全国の蚕糸業関係者らの協力を得て、岡谷蚕糸博物館を開館した。初代館長は古村敏章。当初は岡谷市本町に所在していたが、2014年（平成26年）8月1日になって現在の場所である岡谷市郷田に移転。戦後に農林省（現・農林水産省）蚕糸試験場岡谷製糸試験所として開所し、2011年3月31日に閉鎖した独立行政法人農業生物資源研究所生活資材開発ユニット（旧・蚕糸試験場岡谷製糸試験所）跡地に、実際の製糸場（株式会社宮坂製糸所）を併設する形でリニューアルオープンした。2017年12月22日、東京農工大学科学博物館と連携協力に関する協定を締結。愛称の「シルクファクト」には「製糸工場」 (factory) と、「シルクや製糸業の真実」 (fact) という意味が込められている。開館時間は午前9時から午後5時まで。休館日は毎週水曜日（祝日を除く）と祝日の翌日、年末年始である。入場券は博物館単体のほか、イルフ童画館や市立岡谷美術考古館、旧林家住宅、旧渡辺家住宅といった関連施設との共通入場券も販売されている。

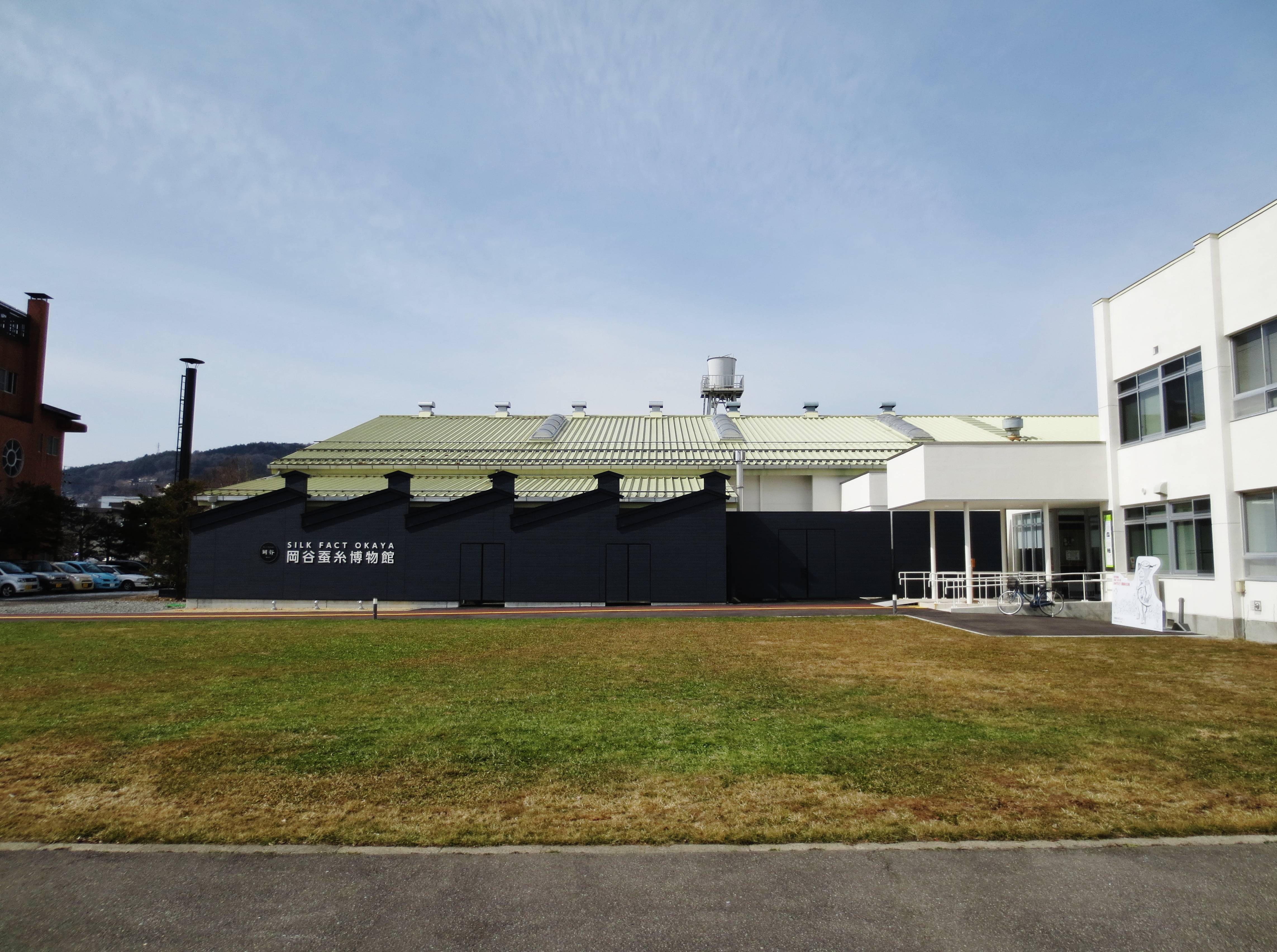
宮坂製糸所を併設する建物
鋸の形をしたファサードは、かつての岡谷製糸試験所実験棟をイメージしたもの。

館内は以下に示す4つのエリアで構成されている。
エントランスエリア
博物館の玄関口となるエリア。ギャラリー、ラウンジ、ミュージアムショップのほか、中心市街地にある近代化産業遺産や地域ブランドを紹介するコーナーが設けられている。
ミュージアムエリア「糸都岡谷ものがたり」
絹やカイコに関する事柄や、日本の製糸業および岡谷市の発展の歩みを紹介。富岡製糸場で稼動していたフランス式繰糸機や、当地で開発された諏訪式繰糸機を始めとする製糸機械類が展示されている。
ミュージアムエリア「（株）宮坂製糸所実稼動」
諏訪式繰糸機や上州式繰糸機といった製糸機械類が実際に稼動している姿を見学することができる。
コミュニティ・ワークショップエリア
会議やイベントの会場として利用できる多目的スペース「きぬのひろば」、機織りや繭を使った工作を体験できるワークショップスペース「まゆちゃん工房」、カイコを飼育している養蚕スペース「カイコふれあいルーム」がある。

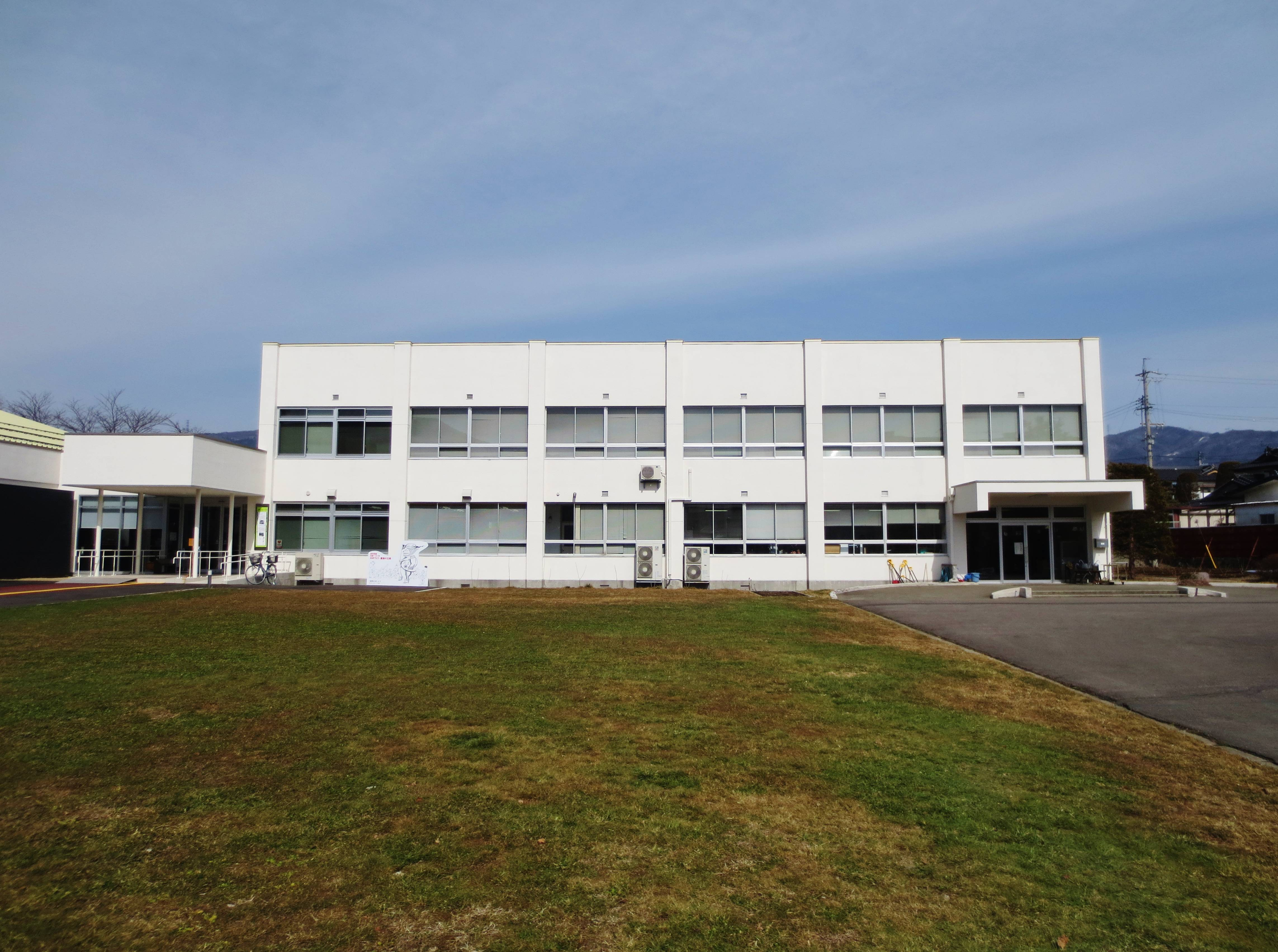
コミュニティ・ワークショップエリアの建物
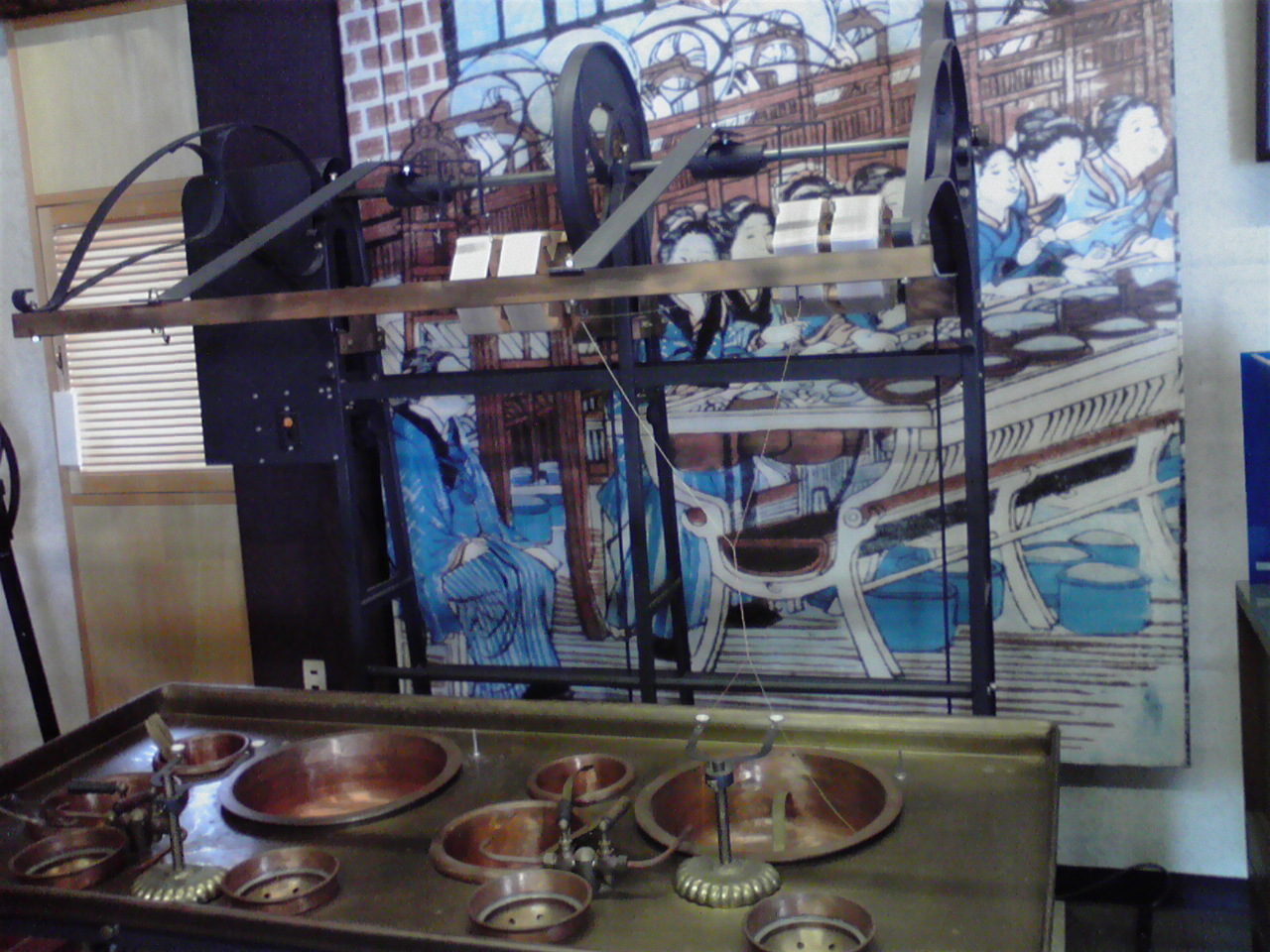
展示物（繰糸機）

## 交通アクセス

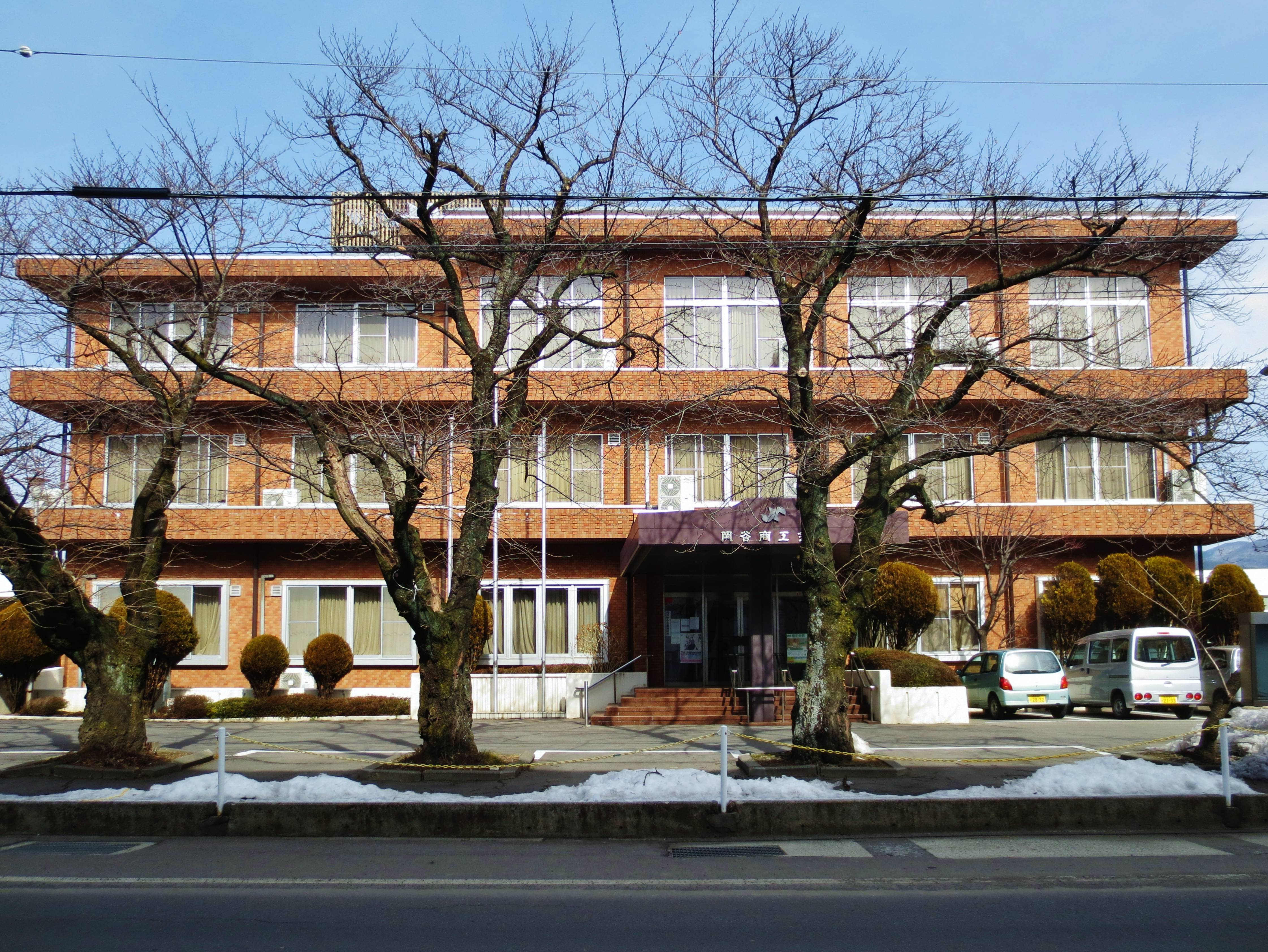
博物館隣の岡谷商工会議所
博物館の移転が反映されていないカーナビ利用者向けの目印となるよう案内されている建物である。

公共交通機関
JR中央本線・岡谷駅から徒歩約20分。
自家用自動車
長野自動車道・岡谷インターチェンジから自動車で約5分、岡谷商工会議所隣。